# Máximo Lucas
Máximo Francisco Lucas Mattias (Montevideo, 28 gennaio 1979) è un ex calciatore uruguaiano, di ruolo difensore.